# Dysstroma brunneoviridata
Dysstroma brunneoviridata là một loài bướm đêm trong họ Geometridae.